# Satyrus vishnu
Satyrus vishnu är en fjärilsart som beskrevs av Gross 1958. Satyrus vishnu ingår i släktet Satyrus och familjen praktfjärilar. Inga underarter finns listade.